# Длиннохвостая неясыть

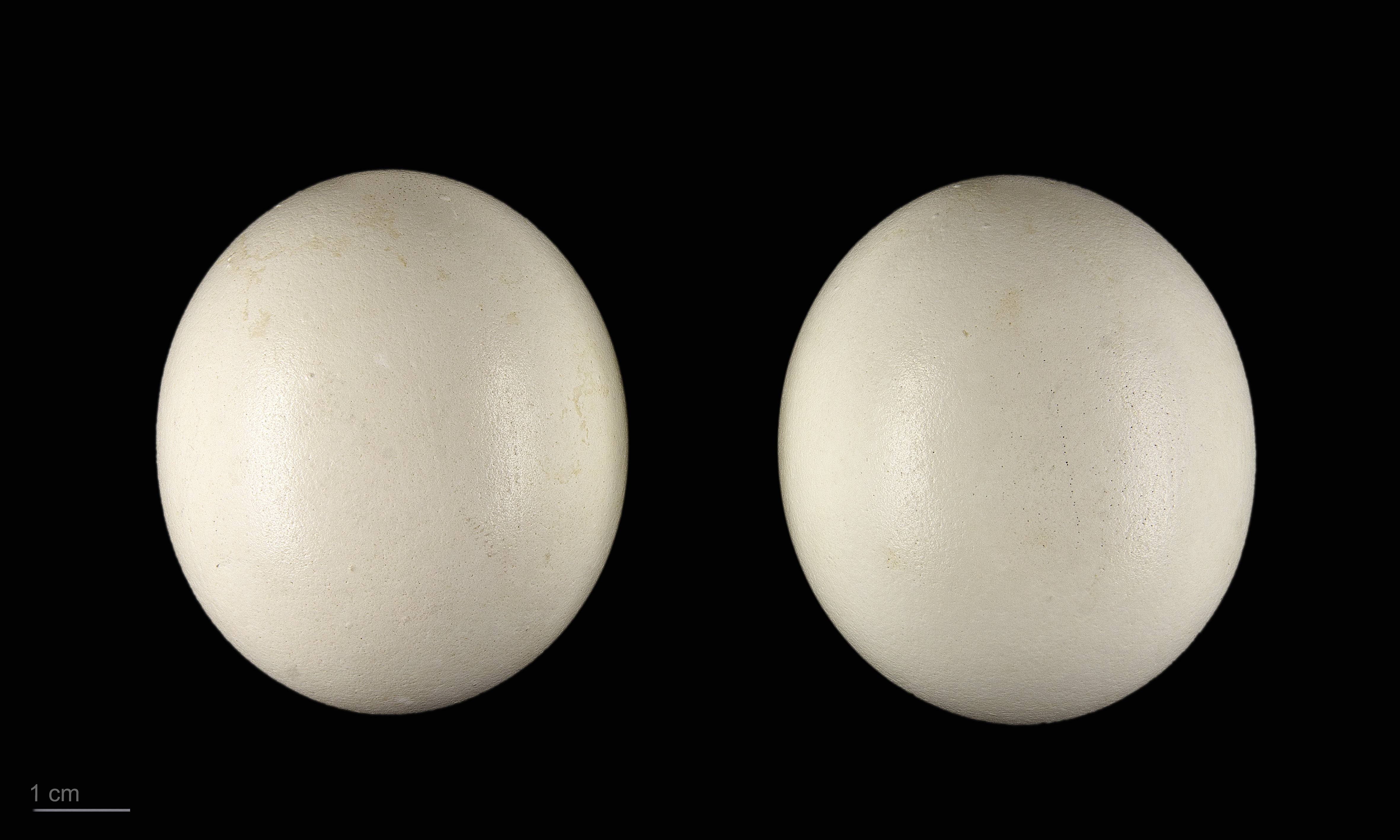
яйцо Strix uralensis uralensis - Тулузский музеум

Длиннохво́стая нея́сыть, или уральская неясыть (лат. Strix uralensis), — птица, относящаяся к семейству совиных отряда совообразных.

## Внешний вид
Это одна из самых крупных неясытей. Её длина достигает 70 см, размах крыльев около 115 см, длина крыла примерно 35–40 см, хвоста 30 см. Главный отличительный признак вида – длинный, клиновидный, с тёмными полосами хвост: когда сова сидит на дереве, хвост далеко выступает из-под сложенных крыльев. Общая окраска спинной стороны беловато-охристая с бурым продольным рисунком и слабыми поперечными отметинами на больших перьях. Маховые и рулевые перья буровато-охристые, с тёмно-бурым поперечным рисунком. Брюшная сторона беловато-охристая или чисто белая с четкими бурыми продольными пятнами. Лицевой диск светлый, окаймлённый мелкими пестрыми перышками. Перьевых «ушей» нет. Пальцы оперены до когтей. Радужина глаз тёмно-бурая, клюв жёлтый, когти чёрные. 
Самки крупнее самцов: масса самок 0,6–1,3 кг, самцов — 0,4–1,0 кг. В окраске и внешнем виде половой диморфизм не выражен, различия практически отсутствуют.

## Голос
Лающее довольно высокое «хау... хау... хау». Самка, помимо «лая», иногда издает более высокий звук «вак-вак». Призывный крик длиннохвостой неясыти — низкое протяжное гудение и ещё более низкий двойной звук. Песня самца воспринимается как повторение слогов «уув-ув-ув», самки — «ыы-ыу-ыу-ыу».

## Распространение и места обитания
Впервые этот вид был описан на Урале, отсюда и второе название длиннохвостой неясыти – уральская (на латыни и по-английски она так и называется). Между тем гнездовой ареал этой птицы весьма обширен и простирается в лесной зоне от низовий Вислы и от Скандинавского полуострова до побережья Тихого океана, включая Сахалин и Южные Курилы. В Европе в Карпатах и на Балканах существуют изолированные популяции длиннохвостой неясыти. Зимой отмечаются значительные кочёвки этой совы, и тогда её можно встретить даже в степной зоне. Поскольку ареал длиннохвостой неясыти очень широк, особи, обитающие в разных его частях, значительно отличаются друг от друга, поэтому специалисты выделяют 8–9 подвидов или географических форм.
Обитает длиннохвостая неясыть преимущественно в высокоствольных смешанных лесах (часто переувлажнённых) со значительной примесью хвойных пород. Селится по окраинам лесных массивов, поблизости от больших полян, обширных вырубок и гарей, в разреженных лесах и колках. В лесостепном ландшафте при недостатке естественных массивов леса охотно селятся в лесополосах.
Длиннохвостая неясыть - один из видов птиц, для которых разработаны биотехнические мероприятия для привлечения в искусственные гнездовья . Пары охотно занимают закрытые деревянные гнездовые ящики с площадью пола от 30x30 сантиметров. В отдельных случаях занимают и меньшие гнездовые ящики, рассчитанные на гнездование мелких соколов, таких, как пустельга и некрупных сов, как ушастая сова.  Пара неясытей круглый год держится на гнездовом участке и временно покидает его только в случае неблагоприятных кормовых условий в зимний период. Часто занимают один и тот же гнездовой ящик в течение многих лет. В гнездовой период (апрель-июнь), защищая потомство, могут представлять серьезную опасность даже для человека. 

## Образ жизни

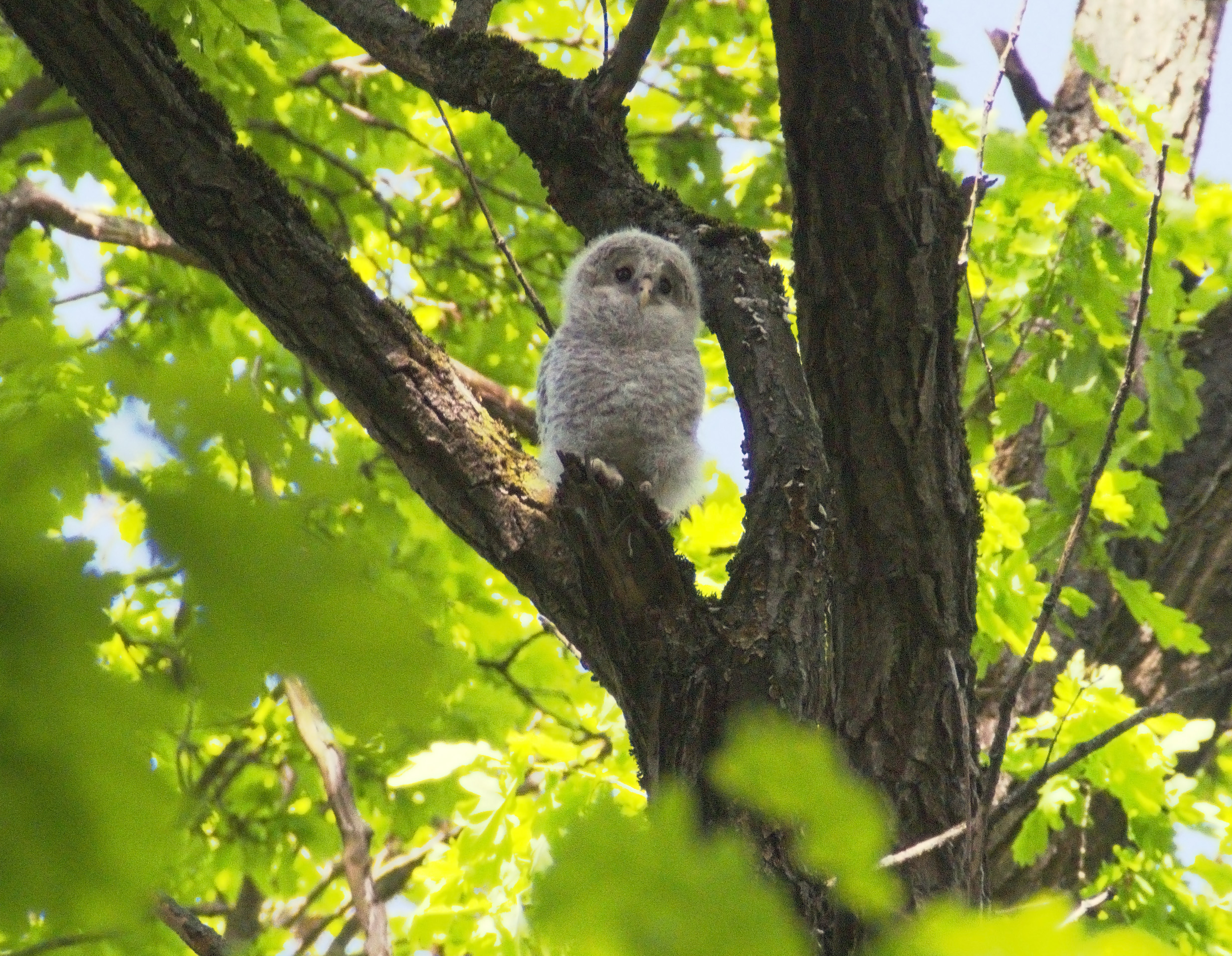
Совёнок

Гнездящаяся, кочующая и зимующая птица. Гнездится на деревьях в старых гнёздах хищных птиц (ястребов-тетеревятников, канюков, осоедов), в нишах-полудуплах прогнивших пней, иногда прямо на земле под прикрытием вывороченного пня или низко свисающих еловых лап. Охотно занимает искусственные совятники. Кладка в апреле, состоит из двух-четырёх белых яиц. К насиживанию первого яйца самка приступает после откладки и сидит очень плотно. В это время она не охотится, её кормит самец. Насиживание одного яйца продолжается чаще всего 28 суток, птенцы вылупляются с интервалом через ночь. Вылупившиеся совята остаются в гнезде в течение месяца. Птенцовая смертность очень велика, и в лётном выводке редко бывает свыше двух молодых птиц. Характерные черты поведения взрослых птиц, особенно самок, возле выводка — активность и смелость при защите птенцов. Основным кормом длиннохвостой неясыти являются мышевидные грызуны, в частности полевки. Иногда ловит землероек, лягушек, насекомых (преимущественно жуков), а также слётков воробьиных птиц. Она в состоянии осилить белку, рябчика и тетерева.